# Cassena wallacei
Cassena wallacei es un coleóptero de la familia Chrysomelidae.
Fue descrita científicamente por primera vez en 1962 por Bryant.